# Estereótipo UML
Os estereótipos são um dos três mecanismos de extensibilidade da UML. Eles dão mais poder à UML, permitindo classificar elementos "com algo em comum". Por exemplo, ao modelar uma rede pode ser necessário ter símbolos para representar roteadores e hubs. Ao fazer isso você estará estereotipando um elemento, visto que todos os hubs terão o mesmo simbolo.
Graficamente, um estereótipo é representado por um nome entre << >> (dois sinais de menor e dois sinas de maior). Esse símbolo geralmente vem após o elemento que esta sendo estereotipado. Por exemplo, em um diagrama de classes estereótipos podem ser utilizados para classificar o comportamento dos métodos, tais como <<construtor>> e <<getter>>.
Estereótipos permitem adaptar ou personalizar modelos com construções específicas para um domínio, plataforma ou método de desenvolvimento particular.É um mecanismo de extensão que dá mais poder e flexibilidade à UML.
Podemos ter estereótipos de dois tipos: predefinidos pela linguagem ou definidos pela equipe de desenvolvimento.
Estereótipos predefinidos já vêm nativamente na linguagem (Ex: <<Document>>, <<Control>>, <<Entity>>).
No entanto, a equipe de desenvolvimento pode criar seus próprios estereótipos. Basta colocar o nome do elemento delimitado pelos símbolos
<< vai aqui >>. Além disso, os estereótipos podem ser definidos textualmente ou graficamente.